# إيريك ساندرز
إيريك ساندرز (بالإنجليزية: Aerick Sanders)‏ مواليد 1 يونيو 1982 في لوس أنجلوس، هو مدرب كرة سلة أمريكي ولاعب سابق. بدأ مسيرته الاحترافية في سنة 2004. يبلغ طوله 6 قدم 8 بوصة (2.0 م). اعتزل اللعب في 2011.

## المسيرة الاحترافية
لعب مع نادي ولبة لكرة السلة في موسم 2005–2006، ثم لعب مع ستراسبورغ أي جي في الدوري الفرنسي في موسم 2006–2007، ثم لعب مع إيه إس كي ريغا في موسم 2007–2008، ثم لعب مع ألياغا بتكيم في سنة 2008، ثم لعب مع جاي دي أيه ديجون في الدوري الفرنسي في موسم 2008–2009، ثم لعب مع إس بي أو روان باسكت في موسم 2009–2010.

## روابط خارجية
- إيريك ساندرز على موقع الدوري الأوروبي لكرة السلة (الإنجليزية)
- إيريك ساندرز على موقع كرة السلة الأوروبية.كوم (الإنجليزية)
- إيريك ساندرز على موقع كلية كرة السلة في سبورتس رفرنس.كوم (الإنجليزية)
- إيريك ساندرز على موقع ريلجم (الإنجليزية)
- إيريك ساندرز على موقع بروبوليرز (الإنجليزية)
- إيريك ساندرز على موقع سبورتس رفرنس (الإنجليزية)